# Kleiner Wald-Champignon
Der Kleine Wald-Champignon, Kleine Wald-Egerling oder Kleine Blut-Egerling (Agaricus silvaticus) ist eine Pilzart aus der Familie der Champignonverwandten.

## Merkmale

### Makroskopische Merkmale
Der Hut kann einen Durchmesser von bis zu 10 cm erreichen. Er ist hellocker gefärbt und mit bräunlichen fasrigen Schüppchen bedeckt, die meist am Hut anliegen. Die Schüppchen sind konzentrisch angeordnet und werden zum Hutrand hin größer und in der Anzahl geringer. Die Hutform ist bei jungen Pilzen kugelig bis glockig oder ausgebreitet flach. Der Stiel wird bis zu 8 Zentimeter lang (manchmal auch länger) und 5 mm dick. Er ist etwas heller als der Hut, feinfasrig und bei Verletzung rot anlaufend. Die Basis kann keulen- oder knollenartig verdickt sein und tief im Boden stecken. Die Manschette ist dünn, häutig und hängend. Da sie am oberen Teil des Stiels sitzt wird er häufig von herabfallenden Sporen dunkel gefärbt. Unterhalb der Manschette ist der Stiel etwas schuppig. Die Lamellen sind anfangs blassrosa und später dunkelbraun (schokoladenbraun). Bei sehr alten Pilzen können sie auch schwarz sein. Die Lamellen berühren den Stiel nicht. Das Fleisch ist weiß und verfärbt sich bei Verletzungen sofort rot; später braun. Der Geruch ist angenehm, der Geschmack mild bis süßlich.

### Mikroskopische Merkmale
Die elliptischen Sporen messen 4,5–6 × 3–3,5 Mikrometer.

## Artabgrenzung
Der Große Wald-Champignon (Agaricus langei) ist größer und sein Fleisch rötet kaum, er ist auch nicht an Fichten gebunden.
Der sonst ähnliche Riesen-Champignon (Agaricus augustus) ist bedeutend größer und seine Hutoberfläche gilbt bei Berührung, das Fleisch verfärbt sich im Schnitt gelblich bis rostig-rotbraun. Ähnlichkeit können außerdem andere Champignon-Arten aufweisen, sie sind teilweise nur mikroskopisch sicher unterscheidbar.

## Ökologie und Phänologie
Der Kleine Wald-Champignon ist wie alle Champignon-Arten ein saprobiontischer Bodenbewohner, der in der Nadelstreu von Fichten, seltener der von anderen Nadelhölzern lebt. Er wächst vor allem in Fichtenforsten oder unter Koniferen in mesophilen Laubwäldern (vor allem Buchen-, seltener in Eichen-Hainbuchenwäldern), in Gärten, Parks und Nadelholzforsten, selten in reinen Laubwäldern. Er bevorzugt trockene bis frische, mineral- und basenreiche, zum Teil etwas stickstoffhaltige Sand- oder Lehmböden.
In Mitteleuropa erscheinen die Fruchtkörper vom Frühsommer (ab Mai/Juni) bis in den Herbst (November), vor allem im September bis Oktober.

## Verbreitung
Der Wald-Egerling kommt in Nordamerika (Mexiko und USA), in Asien, auf den Kanaren und in Europa vor. In Europa wird die Art von Süd- und Südosteuropa bis Lappland und in die Ukraine gefunden. In Deutschland ist er weit verbreitet und häufig, im Flachland ist er allerdings wegen seiner bevorzugten Bindung an Fichten häufig auf anthropogene Standorte wie Parks und Gärten beschränkt.

## Bedeutung
Der Kleine Wald-Egerling ist essbar und gilt als guter Speisepilz.